# Osservatorio dell'Alta Provenza
L'osservatorio dell'Alta Provenza  (in francese Observatoire de Haute-Provence) è un osservatorio astronomico situato nel sud della Francia, nel dipartimento delle Alpi dell'Alta Provenza.
Si trova circa 100 km a nord di Marsiglia e 90 km a est di Avignone, alla quota di 650 m s.l.m.., nei pressi del paese di Saint-Michel-l'Observatoire.

## Storia
La decisione di costruire un osservatorio nel sud della Francia fu presa nel 1936, in seguito alla creazione del Centre national de la recherche scientifique. Il sito fu scelto da un comitato scientifico diretto da Jean Perrin, in quanto la zona, pur non trovandosi ad una quota elevata, gode di un alto numero di notti serene durante l'anno e la presenza del maestrale permette un notevolmente miglioramento del seeing.
I lavori iniziarono nel 1937 ma subirono un notevole rallentamento dopo l'inizio della seconda guerra mondiale. Il primo telescopio ad entrare in funzione fu il riflettore di 80 cm (apertura dello specchio primario), già presente dal 1932 per verificare l'idoneità del sito, ma installato all'interno della cupola nel 1945. Nel 1943 fu installato un riflettore di 1,20 m, proveniente dall'osservatorio di Parigi.
Nel 1958 entrò in funzione il riflettore di 1,93 m di apertura, tuttora il più grande dell'osservatorio, e nel 1967 uno di 1,52 m di apertura. Quest'ultimo è quasi identico a quello presente nel European Southern Observatory in Cile ed è impiegato per studi di spettroscopia, tramite lo spettrografo ad alta risoluzione Aurélie.
L'osservatorio restò per molto tempo il più importante d'Europa. Nel 1995, per mezzo dello spettrografo ELODIE del riflettore di 1,93 m, gli astronomi Michel Mayor e Didier Queloz scoprirono il primo pianeta extrasolare, 51 Pegasi b, orbitante attorno alla stella della sequenza principale 51 Pegasi, distante 47,9 a.l. dal Sole.
Nel 2006 è stato installato lo spettrografo di alta precisione SOPHIE, che in novembre 2013 ha permesso di confermare, tramite il metodo della velocità radiale, la scoperta di un pianeta extrasolare orbitante attorno alla stella Kepler-88, la cui presenza era stata ipotizzata in aprile 2012 per mezzo del satellite COROT.
L'osservatorio dell'Alta Provenza ospita anche un importante centro di studi sull'atmosfera terrestre, dotato di strumentazioni Lidar e palloni aerostatici per lo studio della stratosfera.